# Степовое (Славяносербский район)
Степовое (укр. Степове) — село в Славяносербском районе Луганской области Украины. Под контролем самопровозглашённой Луганской Народной Республики.

## География
Соседние населённые пункты: посёлок Славяносербск на севере, село Долгое на северо-востоке, сёла Новодачное, Суходол, Красный Луч на юго-востоке, город Зимогорье на юге, сёла Хорошее, Новогригоровка на западе, Смелое на северо-западе.
В Луганской области существует ещё два одноимённых населённых пункта: Степовое в окрестностях города Антрацита; Степовое в окрестностях города под названием Петровское.

## Общие сведения
Административный центр Степовского сельского совета, созданного 21.08.2003. До этого входило в Хорошенский сельский совет с кодом КОАТУУ — 4424585508.

## Местный совет
93724, Луганская обл., Славяносербский р-н, с. Степовое, пер. Центральний, 14